# Alaska Measure 2 (1990)
Alaska Measure 2 var den första folkomröstning 1990 i Alaska rörande lagligt innehav av cannabis. Den andra var Alaska Measure 2 (2014).
Initiativtagare till denna folkomröstning var organisationen Alaskans for the Recriminalization of Marijuana som förespråkade ett ja till kriminalisering av innehav av cannabis.
På nejsidan återfanns Alaskans for Privacy och National Organization for the Reform of Marijuana Laws (NORML). 
| Alternativ | Röster  | %     |
| ---------- | ------- | ----- |
| Ja         | 149 021 | 53,23 |
| Nej        | 130 924 | 46,77 |